# Carlo Maria Martini

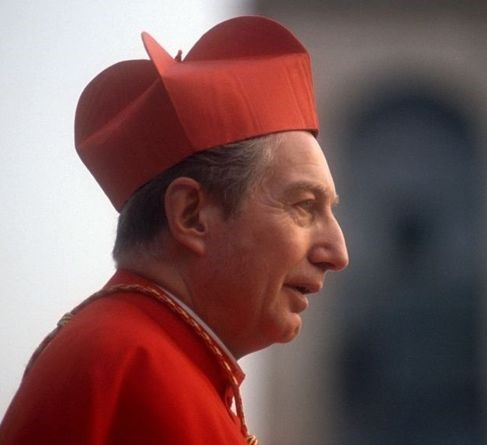
Carlo Maria Kardinal Martini (2006)

Kardinalswappen von Carlo Maria Martini

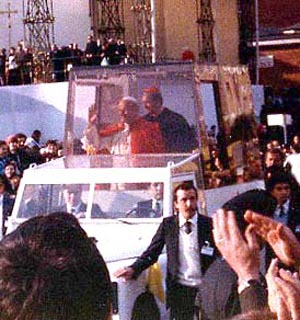
Kardinal Martini mit Papst Johannes Paul II., 1984

Carlo Maria Kardinal Martini SJ (* 15. Februar 1927 in Turin, Italien; † 31. August 2012 in Gallarate, Provinz Varese) war von 1979 bis 2002 Erzbischof von Mailand. Zuvor war er kurzzeitig Rektor der Päpstlichen Universität Gregoriana. Kardinal Martini galt zu Lebzeiten als progressiver Vordenker in der römisch-katholischen Kirche.

## Leben
Carlo Maria Martini, Sohn aus der Ehe des Ingenieurs Leonardo Martini und Olga Maggia, empfing am 27. Februar 1927 die Taufe in der Turiner Pfarrei Immacolata Concezione. Er besuchte das jesuitische Istituto Sociale in Turin und trat im Alter von 17 Jahren, am 25. September 1944, der Ordensgemeinschaft der Jesuiten bei und absolvierte sein Noviziat in Cuneo. Er studierte Philosophie an der Philosophischen Fakultät Aloisianum in Gallarate bei Mailand und Katholische Theologie an der Theologischen Fakultät in Chieri. Am 13. Juli 1952 empfing er durch den Turiner Erzbischof Maurilio Kardinal Fossati das Sakrament der Priesterweihe und absolvierte das jesuitische Tertiat sowie weitere Studien in Rom.
Anschließend absolvierte er ein Aufbaustudium in Fundamentaltheologie und wurde 1958 nach Verteidigung seiner Dissertationsschrift Il problema storico della Risurrezione negli studi recenti („Das historische Problem der Auferstehung in den Gegenwartsstudien“) an der Päpstlichen Universität Gregoriana mit dem Prädikat summa cum laude zum Dr. theol. promoviert. Nach einigen Jahren als Dozent an der Fakultät in Chieri kam er nach Rom zurück, legte am 2. Februar 1962 die Ewigen Gelübde ab und war in der Seelsorge in Casal del Marmo, Nisidia und Poggioreale sowie für die Gemeinschaft Sant’Egidio tätig. Zudem engagierte er sich mit einem Forschungsthema über das Evangelium nach Lukas. 1966 promovierte er am Päpstlichen Bibelinstitut, wiederum summa cum laude, mit der Arbeit Il problema della recensionalità del codice B all luce del papiro Bodmer XIV.
Nach einer Zeit als Professor und Dekan am römischen Bibelinstitut wurde er dort am 2. September 1969 zum Rektor bestellt. 1978 wurde er in der Nachfolge von Hervé Carrier zum Rektor der Päpstlichen Universität Gregoriana berufen. Papst Paul VI. übertrug ihm 1978 die Leitung der offiziellen Fastenexerzitien der Römischen Kurie. Als Wissenschaftler veröffentlichte er verschiedene Bücher und Artikel. Er war das einzige katholische Mitglied des ökumenischen Komitees, das die neue griechische Ausgabe des Neuen Testamentes, des Novum Testamentum Graece, vorbereitete. Seine Bücher über spirituelle Übungen sind wegen ihrer Originalität und ihres Stiles sehr geschätzt und werfen ein neues Licht auf den traditionellen spirituellen Weg des Ignatius.
Papst Johannes Paul II. ernannte Martini am 29. Dezember 1979 zum Erzbischof von Mailand und spendete ihm am 6. Januar 1980 im Petersdom die Bischofsweihe; Mitkonsekratoren waren Kurienerzbischof Eduardo Martínez Somalo und der Mailänder Weihbischof Ferdinando Maggioni. Sein bischöflicher Wahlspruch lautete Pro veritate adversa diligere. Von 1980 bis 1983 war er zudem auf Veranlassung von Papst Johannes Paul II. ständiges Mitglied im Generalsekretariat der Bischofssynode.
Im Konsistorium vom 2. Februar 1983 nahm Johannes Paul II. Martini als Kardinalpriester mit der Titelkirche Santa Cecilia in das Kardinalskollegium auf. Er war verantwortlich für die 6. Ordentliche Generalversammlung der Bischofssynode (1983) und der 7. Ordentliche Generalversammlung (1987), die erste außerordentliche Generalversammlung (1991), die 9. Ordentliche Generalversammlung (1994), die zweite  außerordentliche Generalversammlung (1999) und die 10. Ordentliche Generalversammlung (2001). Von 1986 bis zum 15. April 1993 war er Präsident des Rates der europäischen Bischofskonferenzen. Am 11. Juli 2002 wurde er mit Erreichen der Altersgrenze als Erzbischof von Mailand emeritiert. Sein Nachfolger wurde Dionigi Tettamanzi. Martini lebte von 2002 bis 2008 abwechselnd in Mailand und in Jerusalem, wo er sich dem Gebet und dem Bibelstudium widmete. Ab 2008 lebte er in seiner Jesuitenkommunität in Gallarate.
Er war Teilnehmer am Konklave 2005, aus dem Joseph Kardinal Ratzinger als Papst Benedikt XVI. hervorging, wobei er hier – nachdem er selbst jahrelang als papabile galt – aufgrund des Fortschreitens seiner 1996 diagnostizierten Form der Parkinson-Krankheit nicht mehr zum engeren Kreis der möglichen Nachfolger Papst Johannes Pauls II. gezählt wurde. Vor dem Konklave sprach sich Kardinal Martini für Regelungen eines möglichen Rücktritts künftiger Päpste aus.

## Positionen und Haltungen
Martini galt als einer der progressiven Vordenker der römisch-katholischen Kirche.
Mehrmals äußerte Kardinal Martini den Wunsch nach der regelmäßigen Abhaltung von Konzilien alle zwanzig oder dreißig Jahre. Er plädierte dafür, da bereits das Konzil von Konstanz in seinem Edikt Frequens zu Beginn der Neuzeit regelmäßige Konzilien gefordert habe, wobei jeweils nur ein oder zwei Themen behandelt werden sollten. Für die drängendsten Themen hielt Martini aktuell den Umgang der Kirche mit Geschiedenen sowie eine Wiederbelebung des Bußsakraments.
In einer Kolumne der Mailänder Tageszeitung Corriere della Sera erschienen regelmäßig die Briefe an Kardinal Martini, in der er biblische, dogmatische und existentielle Fragen (auch die Themen um Sexualität, Frauen in der Kirche und den Rückgang der Priesterzahlen sowie auch das Verbot der Empfängnisverhütung, das er 2008 öffentlich ablehnte) erörterte. Für die Kolumne erhielt er den renommierten italienischen Journalistenpreis Premiolino 2010.
Das 2008 im Verlag Herder erschienene und weltweit beachtete Buch Jerusalemer Nachtgespräche. Über das Risiko des Glaubens beantwortet in einem Diskurs der beiden Jesuiten Georg Sporschill und Carlo Maria Martini kritische Fragen der Jugend. Einer breiten Öffentlichkeit wurde er bekannt mit dem Buch „Woran glaubt, wer nicht glaubt?“, das er zusammen mit dem Agnostiker und Schriftsteller Umberto Eco schrieb.
In seinem 2012 erschienenen Buch Credere e conoscere („Glauben und erkennen“) verteidigte Martini die traditionelle Familie, sprach sich aber auch für eine „gewisse Anerkennung homosexueller Partnerschaften aus“. Als Ergänzung zu einer gottgewollten Verschiedenheit von Mann und Frau nach der Morallehre der katholischen Kirche zog er eine homosexuelle Lebensgemeinschaft auf einer vertraglichen Willensbekundung in Betracht.
In einem letzten Interview mit dem österreichischen Jesuiten Georg Sporschill, das die Mailänder Tageszeitung „Corriere della Sera“ am 1. September 2012 veröffentlichte, forderte er ein Umdenken in der Kirche und „einen radikalen Weg der Veränderung zu beschreiten.“ Er betonte eine Unauflöslichkeit der Ehe, verlangte aber neue Wege im Umgang mit wiederverheirateten Geschiedenen und mit Patchwork-Familien. Martini sagte demnach, die katholische Kirche agiere noch wie vor 200 Jahren, weil sie die positiven Errungenschaften der Französischen Revolution missachtet und unterdrückt habe: „Unsere Kirchen sind groß und leer, unsere Bürokratie wird immer größer, unsere Bräuche sind aufgeblasen und unsere Gewänder pompös“.

### Nachrufe
Papst Benedikt XVI. trauerte um Martini und würdigte ihn als „pflichtbewussten und weisen“ Erzbischof und bedeutenden Bibelwissenschaftler. Er dankte ihm für seine „intensive apostolische Tätigkeit“ und für die „kompetenten und leidenschaftlichen Predigten und Ansprachen“. Der Mailänder Erzbischof Angelo Kardinal Scola dankte für das „Geschenk der Person“. Italiens Staatspräsident Giorgio Napolitano würdigte Kardinal Martini als „großen Meister des intellektuellen und moralischen Lebens“ und sieht seinen Tod als „schmerzhaften und großen Verlust nicht nur für die katholische Kirche, sondern für Italien“. Ministerpräsident Mario Monti bezeichnete ihn als „großen Italiener und Europäer, der das religiöse Denken und das gesellschaftliche Leben unserer Epoche formte“, und äußerte: „Wenige Menschen haben meine Ausrichtung und meine Entscheidungen so beeinflusst wie Carlo Maria Martini“.
In einem Nachruf der Loge Grande Oriente Democratico wird er als Freimaurer aufgeführt.

## Veröffentlichungen (Auswahl)
- Gli esercizi ignaziani alla luce di San Giovanni, Apostolato Della Preghiera, 2010, ISBN 978-88-7357-519-1.
- L’itinerario spirituale dei Dodici nel Vangelo di San Marco (= Spiritualità ignaziana), ISBN 978-88-85299-08-5.
- Gli esercizi ignaziani alla luce di San Matteo, Apostolato Della Preghiera, 2007, ISBN 978-88-7357-388-3.
- Gli esercizi spirituali alla luce di San Luca
- Vita di Mosé, vita di Gesù, esistenza pasquale.
- Discorso alla Chiesa
- Il riposo della columba
- Che cosa è l’uomo perché te ne curi
- Davide peccatore e credente
- È il Signore
- I sacramenti
- La bellezza che salva
- La Chiesa
- Le beatitudini
- Le virtù
- Notti e giorni del cuore
- Padre nostro
- Testimoni del risorto con Pietro
- La Cattedra dei non credenti
- La Preghiera e la Vita
- La Parola di Dio alle origini della Chiesa
- Due pellegrini per la giustizia. ISBN 978-88-384-1650-7.
- Gottes Wort uns aufgetragen. Vom geistlichen Dienst. Herder, Freiburg im Breisgau 1989, ISBN 3-451-21439-3.
- Mein spirituelles Wörterbuch, Pattloch, Augsburg 1998, ISBN 3-629-00823-2.
- mit Umberto Eco: Woran glaubt, wer nicht glaubt? Deutscher Taschenbuch-Verlag, München 1999, ISBN 3-423-36160-3.
- Mein Leben. Neue Stadt-Verlag, München 2007, ISBN 978-3-87996-693-6.
- mit Georg Sporschill: Jerusalemer Nachtgespräche. Über das Risiko des Glaubens Herder, Freiburg im Breisgau 2008, ISBN 978-3-451-05979-7.
- Ohne Tugend geht es nicht. Was unsere Gesellschaft braucht. München 2009, ISBN 978-3-87996-770-4.
- Auch die Seele kennt Tag und Nacht. Ermutigungen. München 2011, ISBN 978-3-87996-908-1.
- Gottesspuren, München 2013, ISBN 978-3-87996-978-4.
- (Hrsg.), mit Barbara Aland (Hrsg.), Kurt Aland (Hrsg.), Johannes Karavidopoulos (Hrsg.), Bruce Metzger (Hrsg.), Institut für Neutestamentliche Textforschung (Hrsg.)Nuevo Testamento griego : con introducción en español y diccionario griego-español /  , Stuttgart (Deutsche Bibelgesellschaft), New York (American Bible Society), London (United Bible Societies) 2015, ISBN 978-3-438-05146-2.
- Dem Leben Jesu auf der Spur. Meditationen, Freiburg, Basel, Wien 2017, ISBN 978-3-451-37671-9.
- Die Botschaft der Weihnacht, München, Zürich, Wien 2014, ISBN 978-3-7346-1021-9.
- wenn das Wort verstummt, Damiano Modena, München, Zürich, Wien 2014, ISBN 978-3-7346-1001-1.

## Auszeichnungen
- 1986: Großkreuz des Verdienstordens der Italienischen Republik
- 1987: Ehrendoktorwürde der Päpstlichen Universität der Salesianer
- 1999: Ehrendoktorwürde der Russischen Akademie der Wissenschaften
- 2000: Preis Prince des Asturies 2000 of Social Sciences, Spanien
- 2000: Preis Europa dell’anno 2000
- 2000: Ehrenmitglied der päpstlichen Akademie der Wissenschaften[24]
- 2006: Ehrendoktorwürde der Hebräischen Universität Jerusalem
- 2010: Premiolino 2010, italienischer Journalistenpreis

## Mitgliedschaft in der römischen Kurie
- Kongregation für die orientalischen Kirchen
- Kongregation für die Institute geweihten Lebens und für die Gesellschaften apostolischen Lebens
- Kongregation für das Katholische Bildungswesen
- Päpstliche Kommission für die Kulturgüter der Kirche